# Liste der Kulturdenkmäler in Frankfurt-Nordend (L–Z)
In der Liste der Kulturdenkmäler in Frankfurt-Nordend sind alle Kulturdenkmäler im Sinne des Hessischen Denkmalschutzgesetzes in Frankfurt-Nordend, einem Stadtteil von Frankfurt am Main aufgelistet. Aufgrund der Größe ist die Liste in drei Teillisten (A–F, G–K und L–Z) aufgeteilt.
Grundlage ist die Denkmaltopographie aus dem Jahre 1994, die zuletzt 2000 durch einen Nachtragsband ergänzt wurde. In der Denkmaltopographie überwiegend abgekürzte Namen von Architekten, Baumeistern und Künstlern sind, soweit möglich, nach der unter dem Abschnitt Werke zu Architekten und Künstlern genannten Literatur aufgelöst. Kursiv dargestellt sind nicht auf der Literatur beruhende Zusatzangaben.

## Kulturdenkmäler in Frankfurt-Nordend

### Leimenrode
| Bild           | Bezeichnung | Lage                     | Beschreibung | Bauzeit  | Daten |
| -------------- | ----------- | ------------------------ | --- | -------- | ----- |
| weitere Bilder | Leimenrode  | Nordend, Leimenrode Lage | (= Finkenhofstraße 17) Spätklassizistische Villa, heute Logenhaus; rückwärtig 1923 um einen Saalbau (Finkenhof) auf L-förmigem Grundriss mit expressionistischen Anklängen erweitert. | ca. 1850 |       |

### Lenaustraße
| Bild              | Bezeichnung       | Lage                            | Beschreibung | Bauzeit | Daten |
| ----------------- | ----------------- | ------------------------------- | --- | ------- | ----- |
| Schwarzburgschule | Schwarzburgschule | Nordend, Lenaustraße 81 Lage    | Schwarzburgschule: Schulgebäude des Neobarock mit Seiten- und Axialrisaliten sowie spärlichem Reliefdekor (Kartuschen).                                        | 1890    |       |
| Glauburgschule    | Glauburgschule    | Nordend, Lenaustraße 64-68 Lage | Glauburgschule: Schulgebäude der Neurenaissance – verklinkert und am Mittelrisalit durch Bogenportal, Reliefs und Giebel dekoriert; ursprüngliche Einfriedung. | 1890    |       |

### Lersnerstraße
| Bild             | Bezeichnung       | Lage                            | Beschreibung | Bauzeit | Daten |
| ---------------- | ----------------- | ------------------------------- | --- | ------- | ----- |
| weitere Bilder   | Lersnerstraße 7   | Nordend, Lersnerstraße 7 Lage   | Mietshaus der Neurenaissance nach Entwurf von Otto Minner. | 1874    |       |
| Lersnerstraße 9  | Lersnerstraße 9   | Nordend, Lersnerstraße 9 Lage   | Mietshaus nach Entwurf von Otto Minner in der Tradition des Klassizismus. Fassade mit Seitenrisalit, Fugenschnitt und spärlichem Rahmenstuck; ursprüngliche Einfriedung.                     | 1879    |       |
| Lersnerstraße 11 | Lersnerstraße 11  | Nordend, Lersnerstraße 11 Lage  | wie Lersnerstraße 9 | 1879    |       |
| Lersnerstraße 13 | Lersnerstraße 13  | Nordend, Lersnerstraße 13 Lage  | Mietshaus nach Entwurf von Philipp Wilhelm Schmidt in der Tradition des Klassizismus; ursprüngliche Einfriedung.                                                                             | 1879    |       |
| Lersnerstraße 15 | Lersnerstraße 15  | Nordend, Lersnerstraße 15 Lage  | Nobles Mietshaus der Neurenaissance nach Entwurf von Heinrich Anthes. | 1877    |       |
| weitere Bilder   | Lersnerstraße 27  | Nordend, Lersnerstraße 27 Lage  | Wohlproportioniertes Mietshaus der Neurenaissance; Teil eines Doppelhauses mit Lersnerstraße 29.                                                                                             | 1881    |       |
| weitere Bilder   | Lersnerstraße 29  | Nordend, Lersnerstraße 29 Lage  | wie Lersnerstraße 27, jedoch ursprüngliche Einfriedung. | 1881    |       |
| weitere Bilder   | Lersnerstraße 30a | Nordend, Lersnerstraße 30a Lage | Neoklassizistisches Mietshaus nach Entwurf von Gustav Günther mit konvexem Axialerker; ursprüngliche Einfriedung.                                                                            | 1913    |       |
| weitere Bilder   | Lersnerstraße 31  | Nordend, Lersnerstraße 31 Lage  | Nobles Mietshaus des Neoklassizismus. An symmetrischer Giebelfront Seitenrisalite mit Pilasterdekor und farbigen Treppenhaus-Fenstern; ursprüngliche Einfriedung.                            | 1914    |       |
| weitere Bilder   | Lersnerstraße 32  | Nordend, Lersnerstraße 32 Lage  | Neoklassizistisches Mietshaus nach Entwurf von J. A. Helme – durch polygonalen Vorbau und Giebel betonter Teil einer eckumgreifenden Baugruppe aus Doppelhäusern; ursprüngliche Einfriedung. | 1911    |       |
| Lersnerstraße 34 | Lersnerstraße 34  | Nordend, Lersnerstraße 34 Lage  | wie Lersnerstraße 32, jedoch neobarock variiert. | 1911    |       |
| weitere Bilder   | Lersnerstraße 36  | Nordend, Lersnerstraße 36 Lage  | wie Lersnerstraße 32, jedoch strenger gegliedert. | 1911    |       |
| weitere Bilder   | Lersnerstraße 38  | Nordend, Lersnerstraße 38 Lage  | wie Lersnerstraße 36 | 1911    |       |
| Lersnerstraße 40 | Lersnerstraße 40  | Nordend, Lersnerstraße 40 Lage  | wie Lersnerstraße 34 | 1911    |       |
| weitere Bilder   | Lersnerstraße 42  | Nordend, Lersnerstraße 42 Lage  | wie Lersnerstraße 32 | 1911    |       |

### Lichtensteinstraße
| Bild           | Bezeichnung            | Lage                                 | Beschreibung | Bauzeit | Daten |
| -------------- | ---------------------- | ------------------------------------ | --- | ------- | ----- |
| weitere Bilder | Lichtensteinstraße 6/8 | Nordend, Lichtensteinstraße 6/8 Lage | Neoklassizistische Mietshäuser mit konvexem Axialrisatit und verbindendem Säulenvorbau; ursprüngliche Einfriedung. | 1912    |       |

### Martin-Luther-Straße
| Bild                              | Bezeichnung                       | Lage                                     | Beschreibung | Bauzeit | Daten |
| --------------------------------- | --------------------------------- | ---------------------------------------- | --- | ------- | ----- |
| weitere Bilder                    | Martin-Luther-Straße 24           | Nordend, Martin-Luther-Straße 24 Lage    | (s. Günthersburgallee 67) Mietshaus mit gotisierenden Fassaden. Eckposition betont durch symmetrische Kuppelerker; ursprüngliche Einfriedung.               | 1902    |       |
| Martin-Luther-Straße 35           | Martin-Luther-Straße 35           | Nordend, Martin-Luther-Straße 35 Lage    | Mietshaus der Neurenaissance mit symmetrischen Fassaden gegen turmartigen Polygonalerker am Gebäudeeck; spärliche Bauplastik und ursprüngliche Einfriedung. | 1903    |       |
| Martin-Luther-Straße 37           | Martin-Luther-Straße 37           | Nordend, Martin-Luther-Straße 37 Lage    | Mietshaus der Neurenaissance mit axialem Portal. | 1902    |       |
| Martin-Luther-Straße 39           | Martin-Luther-Straße 39           | Nordend, Martin-Luther-Straße 39 Lage    | wie Martin-Luther-Straße 37 | 1902    |       |
| Martin-Luther-Straße 41/43        | Martin-Luther-Straße 41/43        | Nordend, Martin-Luther-Straße 41/43 Lage | Mietshäuser der Neurenaissance nach Entwurf von Philipp Reinhardt Kleinhansz mit axialem Portal.                                                            | 1902    |       |
| Martin-Luther-Straße 45           | Martin-Luther-Straße 45           | Nordend, Martin-Luther-Straße 45 Lage    | Schlichteres Mietshaus der Neurenaissance mit axialem Portal und Seitenrisaliten.                                                                           | 1902    |       |
| Martin-Luther-Straße 47           | Martin-Luther-Straße 47           | Nordend, Martin-Luther-Straße 47 Lage    | Schlichteres Mietshaus der Neurenaissance mit axialem Risalit.                                                                                              | 1902    |       |
| Martin-Luther-Straße 49           | Martin-Luther-Straße 49           | Nordend, Martin-Luther-Straße 49 Lage    | Mietshaus der Neurenaissance; Teil eines Doppelhauses mit Martin-Luther-Straße 51.                                                                          | 1902    |       |
| Mietshaus Martin-Luther-Straße 51 | Mietshaus Martin-Luther-Straße 51 | Nordend, Martin-Luther-Straße 51 Lage    | (= Rohrbachstraße 23) wie Martin-Luther-Straße 49, jedoch Eckhaus.                                                                                          | 1902    |       |

### Melemstraße
| Bild           | Bezeichnung    | Lage                         | Beschreibung | Bauzeit | Daten |
| -------------- | -------------- | ---------------------------- | --- | ------- | ----- |
| weitere Bilder | Melemstraße 2  | Nordend, Melemstraße 2 Lage  | Repräsentatives Mietshaus des Neoklassizismus mit Säulenvorbau nach Entwurf von Otto Rompel, urspr. Einfriedung.                                     | 1913    |       |
| weitere Bilder | Melemstraße 16 | Nordend, Melemstraße 16 Lage | Neoklassizistisches Mietshaus nach Entwurf von G. A. Krug. Ecke turmartig überkuppelt, spärlicher Reliefdekor sowie seitlicher Eingang mit Glasdach. | 1914    |       |
| weitere Bilder | Melemstraße 18 | Nordend, Melemstraße 18 Lage | wie Melemstraße 16, jedoch mit axialem Giebel, | 1914    |       |
| weitere Bilder | Melemstraße 20 | Nordend, Melemstraße 20 Lage | wie Melemstraße 18 | 1914    |       |
| weitere Bilder | Melemstraße 22 | Nordend, Melemstraße 22 Lage | wie Melemstraße 16 | 1914    |       |

### Merianplatz
| Bild           | Bezeichnung    | Lage                      | Beschreibung | Bauzeit | Daten |
| -------------- | -------------- | ------------------------- | --- | ------- | ----- |
| Merianbad      | Merianbad      | Nordend, Merianplatz Lage | Öffentliche Badeanstalt – oktogonaler Zentralbau mit Laterne (um 1930 verändert). Merianbad                                                                                 | 1888    |       |
| Christuskirche | Christuskirche | Nordend, Merianplatz Lage | Evangelisch-methodistische Christuskirche, früher Zionskirche: Neogotischer Sakralbau nach Entwurf von Carl Baresel und Carl Julius Bauer; Backsteinhalle mit Fassadenturm. | 1888    |       |

### Mercatorstraße
| Bild                       | Bezeichnung                | Lage                              | Beschreibung | Bauzeit | Daten |
| -------------------------- | -------------------------- | --------------------------------- | --- | ------- | ----- |
| weitere Bilder             | Mercatorstraße 1           | Nordend, Mercatorstraße 1 Lage    | (Siehe Eschenheimer Anlage 1) Stattliches Mietshaus in ausgewogenen Formen der Neurenaissance in dominierender Ecklage; Fassadenmitte durch aufwendigen Balkon betont. | 1890    |       |
| Mietshaus Mercatorstraße 3 | Mietshaus Mercatorstraße 3 | Nordend, Mercatorstraße 3 Lage    | Mietshaus der Neurenaissance mit nobel gegliederter, symmetrischer Fassade (Fugenschnitt, Eckquaderung).                                                               | 1884    |       |
| weitere Bilder             | Hessendenkmal              | Nordend, Mercatorstraße o.N. Lage | Siehe Friedberger Landstraße, Hessendenkmal | 1793    |       |

### Mittelweg
| Bild           | Bezeichnung  | Lage                       | Beschreibung | Bauzeit | Daten |
| -------------- | ------------ | -------------------------- | --- | ------- | ----- |
| weitere Bilder | Mittelweg 1  | Nordend, Mittelweg 1 Lage  | Klassizistisches Etagenhaus mit symmetrischer Fassade. Hälfte eines Doppelhauses mit Eckenheimer Landstraße 13.         | 1861    |       |
| weitere Bilder | Mittelweg 21 | Nordend, Mittelweg 21 Lage | Mietshaus der Neurenaissance nach Entwurf von Simon Ravenstein mit Klinkerfassaden und reich skulptiertem Kuppelerker.  | 1885    |       |
| Mittelweg 27   | Mittelweg 27 | Nordend, Mittelweg 27 Lage | Nobles Mietshaus des Spätklassizismus mit Fugenschnitt im Erdgeschoss und betonter Beletage; ursprüngliche Einfriedung. | 1872    |       |

### Münzenberger Straße
| Bild           | Bezeichnung             | Lage                                  | Beschreibung | Bauzeit | Daten |
| -------------- | ----------------------- | ------------------------------------- | --- | ------- | ----- |
| weitere Bilder | Münzenberger Straße 2-8 | Nordend, Münzenberger Straße 2-8 Lage | (siehe Friedberger Landstraße 212-224, Gellertstraße 1-7, 13-29) Teil einer im Karrée um Gemeinschaftsbauten gruppierten Wohnsiedlung aus Mietshäusern mit übergiebelten Klinkerfassaden in schlichtem Jugendstil nach Entwurf von Simon Ravenstein. | 1907/08 |       |

### Nesenstraße
| Bild           | Bezeichnung    | Lage                         | Beschreibung | Bauzeit | Daten |
| -------------- | -------------- | ---------------------------- | --- | ------- | ----- |
| Nesenstraße 4  | Nesenstraße 4  | Nordend, Nesenstraße 4 Lage  | Nobles, neoklassizistisches Mietshaus nach Entwurf von J. A. Helme mit übergiebeltem Axialrisalit und zum Teil ursprüngliche Einfriedung. | 1912    |       |
| Nesenstraße 5  | Nesenstraße 5  | Nordend, Nesenstraße 5 Lage  | Nobles Mietshaus des Neoklassizismus nach Entwurf von Friedrich M. Engel mit neobarockern Portal und zum Teil ursprünglicher Einfriedung. | 1914    |       |
| Nesenstraße 6  | Nesenstraße 6  | Nordend, Nesenstraße 6 Lage  | wie Nesenstraße 4 | 1912    |       |
| Stolperstein   | Nesenstraße 7  | Nordend, Nesenstraße 7 Lage  | wie Nesenstraße 5, jedoch reicherer Dekor.                                                                                                | 1914    |       |
| Nesenstraße 8  | Nesenstraße 8  | Nordend, Nesenstraße 8 Lage  | Neoklassizistisches Mietshaus; ursprüngliche Einfriedung.                                                                                 | 1911    |       |
| Nesenstraße 9  | Nesenstraße 9  | Nordend, Nesenstraße 9 Lage  | Neoklassizistisches Mietshaus nach Entwurf von Friedrich M. Engel.                                                                        | 1914    |       |
| Nesenstraße 10 | Nesenstraße 10 | Nordend, Nesenstraße 10 Lage | Neoklassizistisches Mietshaus; ursprüngliche Einfriedung.                                                                                 | 1913    |       |
| weitere Bilder | Nesenstraße 11 | Nordend, Nesenstraße 11 Lage | Neoklassizistisches Mietshaus nach Entwurf von J. Demuth; ursprüngliche Einfriedung.                                                      | 1914    |       |

### Neuhaußstraße
| Bild           | Bezeichnung               | Lage                          | Beschreibung | Bauzeit | Daten |
| -------------- | ------------------------- | ----------------------------- | --- | ------- | ----- |
| weitere Bilder | Mietshaus Neuhaußstraße 1 | Nordend, Neuhaußstraße 1 Lage | Neoklassizistisches Mietshaus mit Säulenvorbau nach Entwurf von Otto Rompel. Teil einer Baugruppe mit Eysseneckstraße 39-41 und Melemstraße 2; | 1914    |       |

### Neuhofstraße
| Bild                      | Bezeichnung               | Lage                          | Beschreibung                                                         | Bauzeit | Daten |
| ------------------------- | ------------------------- | ----------------------------- | -------------------------------------------------------------------- | ------- | ----- |
| Mietshaus Neuhofstraße 8  | Mietshaus Neuhofstraße 8  | Nordend, Neuhofstraße 8 Lage  | Mietshaus der Neurenaissance nach Entwurf von Johann Peter Kullmann. | 1887    |       |
| Mietshaus Neuhofstraße 10 | Mietshaus Neuhofstraße 10 | Nordend, Neuhofstraße 10 Lage | wie Neuhofstraße 8                                                   | 1887    |       |
| Mietshaus Neuhofstraße 12 | Mietshaus Neuhofstraße 12 | Nordend, Neuhofstraße 12 Lage | wie Neuhofstraße 8                                                   | 1887    |       |
| weitere Bilder            | Mietshaus Neuhofstraße 14 | Nordend, Neuhofstraße 14 Lage | wie Neuhofstraße 8, jedoch schlichter                                | 1889    |       |

### Nibelungenallee
| Bild           | Bezeichnung    | Lage                                            | Beschreibung | Bauzeit | Daten |
| -------------- | -------------- | ----------------------------------------------- | --- | ------- | ----- |
| weitere Bilder | Bürgerhospital | Nordend, Nibelungenallee 41 / Händelstraße Lage | Hospitalgebäude des Neobarock nach Entwurf des Franz von Hoven. Stumpfwinklig gruppierte Dreiflügelanlage mit symmetrischen Kuppeltürmen und zentralem Dachreiter, Axial barockes Stiftergrab Johann Christian Senckenbergs; ursprüngliche Einfriedung. (Eckgebäude zur Händelstraße) Bürgerhospital | 1906    |       |

### Oberweg
| Bild                      | Bezeichnung               | Lage                        | Beschreibung | Bauzeit | Daten |
| ------------------------- | ------------------------- | --------------------------- | --- | ------- | ----- |
| weitere Bilder            | Oberweg 30                | Nordend, Oberweg 30 Lage    | Spätklassizistisches Etagenhaus; Teil eines Doppelhauses mit Humboldtstraße 18, ursprüngliche Einfriedung.                                            | 1898    |       |
| weitere Bilder            | Villa Oberweg 49          | Nordend, Oberweg 49 Lage    | Spätklassizistische Villa nach Entwurf von Johann Daniel Walluf. Fassade mit spärlichem Stuck der Beletage. Hälfte eines Doppelhauses mit Oberweg 51. | 1874    |       |
| weitere Bilder            | Villa Oberweg 51          | Nordend, Oberweg 51 Lage    | wie Oberweg 49 | 1874    |       |
| weitere Bilder            | Mietshaus Oberweg 53      | Nordend, Oberweg 53 Lage    | Spätklassizistisches Mietshaus. Fassade mit spärlichem Stuck der Obergeschosse. Hälfte eines Doppelhauses mit Oberweg 55; ursprüngliche Einfriedung.  | 1873    |       |
| weitere Bilder            | Mietshaus Oberweg 55      | Nordend, Oberweg 55 Lage    | wie Oberweg 53, jedoch fehlender Stuckdekor. | 1873    |       |
| Doppelvilla Oberweg 57/59 | Doppelvilla Oberweg 57/59 | Nordend, Oberweg 57/59 Lage | Spätklassizistische Doppelvilla mit betonter Fassadenmitte.                                                                                           | 1871    |       |

### Oeder Weg
| Bild                    | Bezeichnung             | Lage                            | Beschreibung | Bauzeit  | Daten |
| ----------------------- | ----------------------- | ------------------------------- | --- | -------- | ----- |
| weitere Bilder          | Volksbildungsheim       | Nordend, Oeder Weg 1 Lage       | (auch Eschenheimer Anlage 40 und Eschersheimer Landstraße 2-4) Das Volksbildungsheim war ein Gebäude der Erwachsenenbildung. Von 1963 bis 1995 befand sich hier das Theater am Turm. Heute wird das Gebäude unter dem Namen CineStar Metropolis als Multiplex-Kino und Veranstaltungszentrum genutzt. Schulungsgebäude von 1907/08 nach Entwurf von F. Vietze & W. Helfrich. Fassaden aus rotem Sandstein mit Motiven aus Neobarock und Jugendstil; opulenter Mittelrisalit mit Reliefdekor aus Musikinstrumenten und Schauspielmasken von Franz Josef Vietze. Das ursprüngliche Mansarddach und Giebel wurden zerstört. | 1908     |       |
| weitere Bilder          | Mietshaus Oeder Weg 13  | Nordend, Oeder Weg 13 Lage      | Mietshaus des romantischen Klassizismus mit spärlichem Fassadendekor. | ca. 1858 |       |
| Holzhausen-Tor          | Holzhausen-Tor          | Nordend, Oeder Weg vor 115 Lage | Dreiteilige Toranlage des Neoklassizismus, in der Originalform vom Ende des 18. Jahrhunderts erneuert, für den Parkzugang des Holzhausen-Schlößchens in der Achse der Kastanienallee. | 1910     |       |
| Mietshaus Oeder Weg 126 | Mietshaus Oeder Weg 126 | Nordend, Oeder Weg 126 Lage     | Nobles Mietshaus in Formen aus Spätklassizismus und Neurenaissance, spärlicher Fassadendekor. | 1877     |       |
| weitere Bilder          | Epiphaniaskirche        | Nordend, Oeder Weg 154 Lage     | Die evangelisch-lutherische Epiphaniaskirche wurde von Karl Wimmenauer und K.-H. Hauch als Basilika neben dem neugotischen Kirchturm in Anlehnung an die Berliner Gedächtniskirche erbaut | 1956     |       |

### Rat-Beil-Straße
| Bild           | Bezeichnung        | Lage                          | Beschreibung | Bauzeit | Daten |
| -------------- | ------------------ | ----------------------------- | --- | ------- | ----- |
| weitere Bilder | Hauptfriedhof      | Nordend, Rat Beil Straße Lage | Klassizistische Kolonnade zwischen Eckpavillons nach Entwurf von Friedrich Rumpf als östliche Begrenzung des ursprünglichen rechteckigen Friedhofsareals (s. o. Eckenheimer Landstraße 188–230). Hauptfriedhof/Gruftenhalle                                                                     | 1828    |       |
| weitere Bilder | jüdischer Friedhof | Nordend, Rat Beil Straße Lage | Klassizistischer Torbau nach Entwurf von Friedrich Rumpf aus symmetrischen Trakten zuseiten eines Säulenfrontispiz dorischer Ordnung als Durchgang mit eisernen Torflügeln. Auf dem Friedhof historisch und künstlerisch bedeutende Grabmale zwischen 1828 und 1928; ursprüngliche Einfriedung. | 1828    |       |

### Richard Wagner Straße
| Bild           | Bezeichnung                  | Lage                                     | Beschreibung | Bauzeit         | Daten |
| -------------- | ---------------------------- | ---------------------------------------- | --- | --------------- | ----- |
| weitere Bilder | ehemaliges Wiesenhüttenstift | Nordend, Richard Wagner Straße 7-13 Lage | erbaut als städtisches Alten- und Pflegeheim; Gebäudekomplex mit Z-förmigem Grundriss nach Entwurf von Gustav Schaumann und Rudolf Restle; ursprüngliche Einfriedung; nach Aufgabe der ursprünglichen Nutzung 2008–2009 in Luxuswohnungen umgebaut | 1909–1911, 1914 |       |

### Rohrbachstraße
| Bild                        | Bezeichnung                       | Lage                            | Beschreibung | Bauzeit | Daten |
| --------------------------- | --------------------------------- | ------------------------------- | --- | ------- | ----- |
| weitere Bilder              | Mietshaus Martin-Luther-Straße 51 | Nordend, Rohrbachstraße 23 Lage | (s. Martin-Luther-Straße 51) | 1902    |       |
| Mietshaus Rohrbachstraße 41 | Mietshaus Rohrbachstraße 41       | Nordend, Rohrbachstraße 41 Lage | Mietshaus der Neurenaissance nach Entwurf von J. A. Helme.                                                                                | 1900    |       |
| Mietshaus Rohrbachstraße 48 | Mietshaus Rohrbachstraße 48       | Nordend, Rohrbachstraße 48 Lage | Mietshaus der Neurenaissance nach Entwurf von Maximilian Helme mit betonter Eckfassade. Hälfte eines Doppelhauses mit Rothschildallee 45. | 1900    |       |

### Rothschildallee
| Bild           | Bezeichnung                  | Lage                             | Beschreibung                                                    | Bauzeit | Daten |
| -------------- | ---------------------------- | -------------------------------- | --------------------------------------------------------------- | ------- | ----- |
| weitere Bilder | Mietshaus Rothschildallee 45 | Nordend, Rothschildallee 45 Lage | wie Rohrbachstraße 48                                           | 1900    |       |
| weitere Bilder | Mietshaus Rothschildallee 47 | Nordend, Rothschildallee 47 Lage | Mietshaus der Neurenaissance nach Entwurf von Maximilian Helme. | 1902    |       |

### Rotlintstraße
| Bild                                   | Bezeichnung                            | Lage                                 | Beschreibung | Bauzeit | Daten |
| -------------------------------------- | -------------------------------------- | ------------------------------------ | --- | ------- | ----- |
| Mietshaus Rotlintstraße 39             | Mietshaus Rotlintstraße 39             | Nordend, Rotlintstraße 39 Lage       | Markantes Mietshaus nach Entwurf von Maximilian Helme mit gotisierenden Fassaden in symmetrischem Bezug auf den turmartigen Eckerker. | 1902    |       |
| Mietshaus Rotlintstraße 41             | Mietshaus Rotlintstraße 41             | Nordend, Rotlintstraße 41 Lage       | Mietshaus nach Entwurf von Oswald Bauch in Mischformen des Historismus.                                                               | 1902    |       |
| Mietshaus Rotlintstraße 43             | Mietshaus Rotlintstraße 43             | Nordend, Rotlintstraße 43 Lage       | Mietshaus nach Entwurf von Maximilian Helme mit gotisierender Fassade.                                                                | 1902    |       |
| Mietshaus Rotlintstraße 44             | Mietshaus Rotlintstraße 44             | Nordend, Rotlintstraße 44 Lage       | Mietshaus der Neurenaissance nach Entwurf von Philipp Reinhardt Kleinhansz mit Klinkerfassade.                                        | 1899    |       |
| Mietshaus Rotlintstraße 45             | Mietshaus Rotlintstraße 45             | Nordend, Rotlintstraße 45 Lage       | Mietshaus der Neurenaissance mit axialem Giebel.                                                                                      | 1901    |       |
| Mietshaus Rotlintstraße 45             | Mietshaus Rotlintstraße 45             | Nordend, Rotlintstraße 46 Lage       | Mietshaus der Neurenaissance | 1900    |       |
| Mietshaus Rotlintstraße 47/49          | Mietshaus Rotlintstraße 47/49          | Nordend, Rotlintstraße 47/49 Lage    | Mietshäuser der Neurenaissance mit Klinkerfassade.                                                                                    | 1900    |       |
| weitere Bilder                         | Mietshaus Rotlintstraße 48             | Nordend, Rotlintstraße 48 Lage       | Mietshaus der Neurenaissance mit Klinkerfront und gotisierenden Motiven.                                                              | 1899    |       |
| Mietshaus Rotlintstraße 51/53          | Mietshaus Rotlintstraße 51/53          | Nordend, Rotlintstraße 51/53 Lage    | wie Rotlintstraße 47/49, jedoch verputzt und leicht variiert.                                                                         | 1900    |       |
| weitere Bilder                         | Mietshaus Rotlintstraße 52             | Nordend, Rotlintstraße 52 Lage       | Siehe Egenolffstr. 26 | 1900    |       |
| Mietshaus Rotlintstraße 54             | Mietshaus Rotlintstraße 54             | Nordend, Rotlintstraße 54 Lage       | Vorstadt-Mietshaus der Neurenaissance nach Entwurf von Hermann Walther; Fassadenfenster mit ursprünglichen Blechschabracken.          | 1901    |       |
| Mietshaus Rotlintstraße 55             | Mietshaus Rotlintstraße 55             | Nordend, Rotlintstraße 55 Lage       | Mietshaus der Neurenaissance | 1900    |       |
| Mietshaus Rotlintstraße 56             | Mietshaus Rotlintstraße 56             | Nordend, Rotlintstraße 56 Lage       | Mietshaus der Neurenaissance nach Entwurf von Maximilian Helme.                                                                       | 1900    |       |
| Mietshaus Rotlintstraße 57             | Mietshaus Rotlintstraße 57             | Nordend, Rotlintstraße 57 Lage       | Mietshaus der Neurenaissance | 1901    |       |
| Mietshaus Rotlintstraße 60             | Mietshaus Rotlintstraße 60             | Nordend, Rotlintstraße 60 Lage       | Mietshaus nach Entwurf von Joseph Simon mit gotisierenden Fassadendetails.                                                            | 1900    |       |
| Mietshaus Rotlintstraße 62             | Mietshaus Rotlintstraße 62             | Nordend, Rotlintstraße 62 Lage       | wie Rotlintstraße 60, jedoch niedriger                                                                                                | 1901    |       |
| Mietshaus Rotlintstraße 62             | Mietshaus Rotlintstraße 62             | Nordend, Rotlintstraße 62 Lage       | wie Rotlintstraße 60, jedoch niedriger                                                                                                | 1901    |       |
| Mietshausgruppe Rotlintstraße 64/66/68 | Mietshausgruppe Rotlintstraße 64/66/68 | Nordend, Rotlintstraße 64/66/68 Lage | Neobarocke Mietshausgruppe nach Entwurf von Maximilian Helme.                                                                         | 1901    |       |
| weitere Bilder                         | Hallgartensiedlung                     | Nordend, Rotlintstraße 102-104 Lage  | siehe auch Gellertstraße 16-32 | 1924–26 |       |
| Witwerheim                             | Witwerheim                             | Nordend, Rotlintstraße 103 Lage      | Siehe Gellertstraße 35 | 1905    |       |
| weitere Bilder                         | Hallgartensiedlung                     | Nordend, Rotlintstraße 106 Lage      | wie Rotlintstraße 102-104. | 1924–26 |       |

### Sandweg
| Bild                 | Bezeichnung          | Lage                     | Beschreibung                                                                                             | Bauzeit | Daten |
| -------------------- | -------------------- | ------------------------ | --- | ------- | ----- |
| Mietshaus Sandweg 11 | Mietshaus Sandweg 11 | Nordend, Sandweg 11 Lage | Mietshaus der Neurenaissance mit relativ aufwendiger Klinkerfassade mit axialem Balkonvorbau und Giebel. | 1899    |       |

### Scheffelstraße
| Bild                        | Bezeichnung                 | Lage                            | Beschreibung | Bauzeit | Daten |
| --------------------------- | --------------------------- | ------------------------------- | --- | ------- | ----- |
| weitere Bilder              | Scheffeleck                 | Nordend, Scheffelstraße 1 Lage  | (= Eckenheimer Landstraße 2) Repräsentatives Mietshaus von 1889 nach Entwurf von Gustav Klemm. Opulente Neurenaissancefassaden aus gelbem Sandstein. Engelbert Humperdinck schrieb hier seine Oper Hänsel und Gretel |         |       |
| Mietshaus Scheffelstraße 11 | Mietshaus Scheffelstraße 11 | Nordend, Scheffelstraße 11 Lage | Nobles Mietshaus mit neoklassizistisch geprägter Fassade mit konvexem Vorbau und reichen Brüstungsreliefs; ursprüngliche Einfriedung.                                                                                | 1903    |       |

### Schleidenstraße
| Bild                         | Bezeichnung                    | Lage                             | Beschreibung | Bauzeit | Daten |
| ---------------------------- | ------------------------------ | -------------------------------- | --- | ------- | ----- |
| Mietshaus Schleidenstraße 26 | Mietshaus Schleidenstraße 26   | Nordend, Schleidenstraße 26 Lage | Mietshaus der Neurenaissance nach Entwurf von Heinrich Anthes. Fassade mit axialern Risalit und Giebel und ursprünglicher Einfriedung.                                                                                        | 1885    |       |
| weitere Bilder               | Reihenvilla Schleidenstraße 27 | Nordend, Schleidenstraße 27 Lage | Reihenvilla in reichen Formen der Neurenaissance nach Entwurf von Simon Ravenstein mit Klinkerfassade (Ziergiebel, Säulenportal). Teil einer Baugruppe mit Schleidenstraße 29-35 und Mittelweg 21; ursprüngliche Einfriedung. | 1883    |       |
| weitere Bilder               | Mietshaus Schleidenstraße 28   | Nordend, Schleidenstraße 28 Lage | Mietshaus der Neurenaissance. Fassade mit axialem Risalit und Giebel; ursprüngliche Einfriedung. | 1895    |       |
| weitere Bilder               | Reihenvilla Schleidenstraße 29 | Nordend, Schleidenstraße 29 Lage | wie Schleidenstraße 27, jedoch variiert. | 1883    |       |
| weitere Bilder               | Reihenvilla Schleidenstraße 31 | Nordend, Schleidenstraße 31 Lage | wie Schleidenstraße 27, jedoch variiert. | 1883    |       |
| weitere Bilder               | Reihenvilla Schleidenstraße 33 | Nordend, Schleidenstraße 33 Lage | wie Schleidenstraße 27, jedoch variiert. | 1883    |       |
| weitere Bilder               | Reihenvilla Schleidenstraße 35 | Nordend, Schleidenstraße 35 Lage | wie Schleidenstraße 27, jedoch variiert. | 1883    |       |

### Sömmerringstraße
| Bild                               | Bezeichnung                        | Lage                             | Beschreibung | Bauzeit | Daten |
| ---------------------------------- | ---------------------------------- | -------------------------------- | --- | ------- | ----- |
| Einfamilienhaus Sömmerringstraße 3 | Einfamilienhaus Sömmerringstraße 3 | Nordend, Sömmerringstraße 3 Lage | Spätklassizistisches Einfamilienhaus nach Entwurf von J. J. v. Essen mit übergiebeltem Portalrisalit, Säulenvorbau und Stuckaturen am Mezzanin; Teil eines Doppelhauses mit Sömmerringstraße 5. | 1873    |       |
| Einfamilienhaus Sömmerringstraße 5 | Einfamilienhaus Sömmerringstraße 5 | Nordend, Sömmerringstraße 5 Lage | wie Sömmerringstraße 3, jedoch ohne Giebel und variiert in Vorbau, Fugenschnitt und Stuck. Die Einfriedung ist original. Heute genutzt als Verbindungshaus des KDStV K.D.St.V. Greiffenstein    | 1873    |       |

### Spohrstraße
| Bild                    | Bezeichnung             | Lage                        | Beschreibung | Bauzeit | Daten |
| ----------------------- | ----------------------- | --------------------------- | --- | ------- | ----- |
| Mietshaus Spohrstraße 1 | Mietshaus Spohrstraße 1 | Nordend, Spohrstraße 1 Lage | Mietshaus der Neurenaissance nach Entwurf von Johann Peter Kullmann; Teil einer Baugruppe mit Neuhofstraße 8-14. | 1888    |       |

### Sternstraße
| Bild                     | Bezeichnung              | Lage                         | Beschreibung | Bauzeit | Daten |
| ------------------------ | ------------------------ | ---------------------------- | --- | ------- | ----- |
| Mietshaus Sternstraße 11 | Mietshaus Sternstraße 11 | Nordend, Sternstraße 11 Lage | Großzügig proportioniertes Mietshaus des Spätklassizismus mit spärlich dekoriertem Mittelrisalit. Teil einer Reihe zeitgleicher Doppelhäuser mit Sternstraße 9-15. | 1863    |       |

### Vogelsbergstraße
| Bild                          | Bezeichnung                         | Lage                              | Beschreibung                                                                                           | Bauzeit | Daten |
| ----------------------------- | ----------------------------------- | --------------------------------- | --- | ------- | ----- |
| Mietshaus Vogelsbergstraße 37 | Mietshaus Vogelsbergstraße 37       | Nordend, Vogelsbergstraße 37 Lage | Großzügig proportioniertes Mietshaus der Neurenaissance nach Entwurf von Philipp Reinhardt Kleinhansz. | 1895    |       |
| weitere Bilder                | Mietshaus Friedberger Landstraße 94 | Nordend, Vogelsbergstraße 48 Lage | Siehe Friedberger Landstraße 94                                                                        | 1895    |       |

### Vogtstraße
| Bild           | Bezeichnung                 | Lage                           | Beschreibung                                               | Bauzeit | Daten |
| -------------- | --------------------------- | ------------------------------ | ---------------------------------------------------------- | ------- | ----- |
| weitere Bilder | Elisabethenschule           | Nordend, Vogtstraße 33-37 Lage | Siehe Eschersheimer Landstraße 96-10                       | 1896    |       |
| weitere Bilder | Doppelhaus Vogtstraße 60/62 | Nordend, Vogtstraße 60/62 Lage | Doppelhaus der Neurenaissance mit aufwendiger Giebelfront. | 1890    |       |

### Weberstraße
| Bild                        | Bezeichnung                       | Lage                            | Beschreibung | Bauzeit  | Daten |
| --------------------------- | --------------------------------- | ------------------------------- | --- | -------- | ----- |
| weitere Bilder              | Mietshausgruppe Weberstraße 9     | Nordend, Weberstraße 9 Lage     | Spätklassizistische Mietshausgruppe von als originelle Ecklösung.                                                                                    | ca. 1858 |       |
| weitere Bilder              | Mietshausgruppe Weberstraße 35/37 | Nordend, Weberstraße 35/37 Lage | Schlichte Mietshäuser der Neurenaissance in der Tradition des Spätklassizismus; Teil einer bis in die Eckenheimer Landstraße umgreifenden Baugruppe. | 1880     |       |
| Mietshaus Glauburgstraße 40 | Mietshaus Glauburgstraße 40       | Nordend, Weberstraße 74 Lage    | Siehe Glauburgstraße 40. Mietshaus der Neurenaissance nach Entwurf von Georg Fülbert.                                                                | 1894     |       |

### Wetteraustraße
| Bild           | Bezeichnung                    | Lage                             | Beschreibung | Bauzeit | Daten |
| -------------- | ------------------------------ | -------------------------------- | --- | ------- | ----- |
| weitere Bilder | Villa Wetteraustraße 1         | Nordend, Wetteraustraße 1 Lage   | Neurenaissancevilla mit Giebelfronten zuseiten der durch Kuppelerker betonten Gebäudeecke; ursprüngliche Einfriedung.         | 1904    |       |
| weitere Bilder | Doppelvilla Wetteraustraße 3/5 | Nordend, Wetteraustraße 3/5 Lage | wie Wetteraustraße 7; Hälfte eines Doppelhauses mit Arnsteiner Straße 1.                                                      | 1904    |       |
| weitere Bilder | Doppelvilla Wetteraustraße 7   | Nordend, Wetteraustraße 7 Lage   | Doppelvilla in Mischformen des Historismus mit Axialerker und Fachwerkgiebel; ursprüngliche Einfriedung und Torbogen.         | 1904    |       |
| weitere Bilder | Villa Wetteraustraße 9         | Nordend, Wetteraustraße 9 Lage   | Neurenaissancevilla mit seitlichem Fachwerkgiebel. Hälfte eines Doppelhauses mit Wetteraustraße 9; ursprüngliche Einfriedung. | 1904    |       |
| weitere Bilder | Doppelvilla Wetteraustraße 11  | Nordend, Wetteraustraße 11 Lage  | wie Wetteraustraße 7 | 1904    |       |

### Wielandstraße
| Bild                       | Bezeichnung                | Lage                           | Beschreibung | Bauzeit | Daten |
| -------------------------- | -------------------------- | ------------------------------ | --- | ------- | ----- |
| Mietshaus Wielandstraße 47 | Mietshaus Wielandstraße 47 | Nordend, Wielandstraße 47 Lage | Mietshaus der Neurenaissance mit Klinkerfassaden und verhältnismäßig reicher Bauplastik (Fenstergiebel und -brüstungen) und ursprünglicher Einfriedung.                        | 1885    |       |
| Mietshaus Wielandstraße 53 | Mietshaus Wielandstraße 53 | Nordend, Wielandstraße 53 Lage | Konventionelles Mietshaus der Neurenaissance vo mit spärlicher Bauplastik. Teil einer Baugruppe mit Weberstraße 35-37 und Wielandstraße 55-61 sowie Eckenheimer Landstraße 74. | 1878    |       |
| Mietshaus Wielandstraße 55 | Mietshaus Wielandstraße 55 | Nordend, Wielandstraße 55 Lage | Mietshaus der Neurenaissance nach Entwurf von H. Stiegler. | 1878    |       |
| Mietshaus Wielandstraße 57 | Mietshaus Wielandstraße 57 | Nordend, Wielandstraße 57 Lage | Mietshaus der Neurenaissance, vermutlich 1889 aufgestockt und nach Entwurf von Heinrich Bechtold bereichert.                                                                   | 1878    |       |
| Mietshaus Wielandstraße 59 | Mietshaus Wielandstraße 59 | Nordend, Wielandstraße 59 Lage | Mietshausnach Entwurf von August Eyring in Formen des Spätklassizismus mit spärlichem Fassadenstuck mit ursprünglicher Einfriedung.                                            | 1878    |       |
| weitere Bilder             | Mietshaus Wielandstraße 61 | Nordend, Wielandstraße 61 Lage | Mietshaus in Formen des Spätklassizismus mit spärlichem Fassadenstuck und ursprünglicher Einfriedung.                                                                          | 1879    |       |

### Wiesenstraße
| Bild                      | Bezeichnung               | Lage                          | Beschreibung | Bauzeit  | Daten |
| ------------------------- | ------------------------- | ----------------------------- | --- | -------- | ----- |
| Mietshaus Wiesenstraße 23 | Mietshaus Wiesenstraße 23 | Nordend, Wiesenstraße 23 Lage | Spätklassizistisches Mietshaus von ca. 1877 mit spärlichem Fassadenstuck; Teil einer Baugruppe mit Heidestraße 101. | ca. 1877 |       |

### Wolfsgangstraße
| Bild                         | Bezeichnung                  | Lage                             | Beschreibung | Bauzeit | Daten |
| ---------------------------- | ---------------------------- | -------------------------------- | --- | ------- | ----- |
| weitere Bilder               | Mietshaus Wolfsgangstraße 21 | Nordend, Wolfsgangstraße 21 Lage | Neoklassizistisches Mietshaus nach Entwurf von K. Eichelsbach. | 1923    |       |
| weitere Bilder               | Mietshaus Wolfsgangstraße 34 | Nordend, Wolfsgangstraße 34 Lage | Neoklassizistisches Mietshaus. Fassade mit axialem Vorbau und Giebel sowie stuckierten Brüstungsfeldern. Das dreigeschossige Haus mit symmetrischer Fassade um einen axialen Risalit wurde durch die Baufirma Georg Henning & Co erbaut. Schomann vermutet als Architekt Otto Rompel oder Adolf Metzger | 1913    |       |
| Mietshaus Wolfsgangstraße 35 | Mietshaus Wolfsgangstraße 35 | Nordend, Wolfsgangstraße 35 Lage | Neoklassizistisches Mietshaus nach Entwurf von Friedrich M. Engel. Das Haus erzielt eine monumentale Wirkung durch breite Giebelfassaden. Das Haus hat ein gläsernes Vordach und ursprüngliche Einfriedung.                                                                                             | 1912    |       |
| Mietshaus Wolfsgangstraße 39 | Mietshaus Wolfsgangstraße 39 | Nordend, Wolfsgangstraße 39 Lage | Neoklassizistisches Mietshaus nach Entwurf von Wilhelm Hämel mit symmetrischer Giebelfassade und spärlichem Fassadenstuck. Die Einfriedung ist original. | 1912    |       |
| weitere Bilder               | Mietshaus Wolfsgangstraße 41 | Nordend, Wolfsgangstraße 41 Lage | Neoklassizistisches Mietshaus nach Entwurf von Adolf Metzger mit hoher Giebelfront und ursprünglicher Einfriedung. Vor dem Haus wurden am 3. Juni 2011 Stolpersteine für Hugo, Jette und Moses Max Reiss verlegt.                                                                                       | 1912    |       |
| Mietshaus Wolfsgangstraße 43 | Mietshaus Wolfsgangstraße 43 | Nordend, Wolfsgangstraße 43 Lage | Neoklassizistisches Mietshaus nach Entwurf von Wilhelm Hämel mit symmetrischer Giebelfassade und spärlichem Fassadenstuck wie Hausnummer 39 jedoch ist im Vergleich mit diesem der Giebel zerstört. | 1912    |       |
| weitere Bilder               | Mietshaus Wolfsgangstraße 56 | Nordend, Wolfsgangstraße 56 Lage | Neoklassizistisches Mietshaus mit ursprünglicher Einfriedung. Das dreigeschossige Wohnhaus wurde durch die Baufirma Jakob Stapp & Friedrich Wilhelm Carlé nach Entwürfen von Carlé erbaut. | 1912    |       |